# Superficie mínima de Catalan

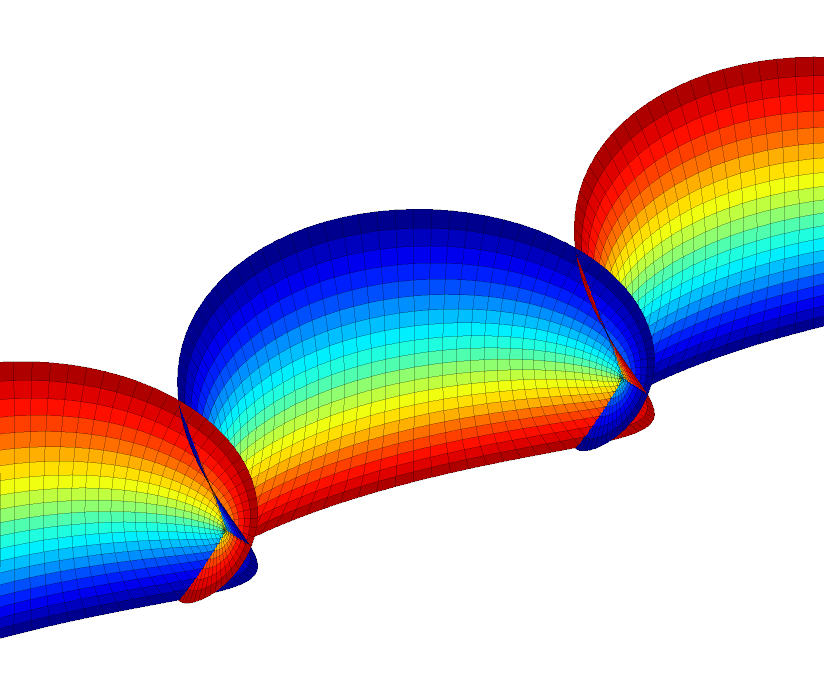
Superficie mínima de Catalan.

En geometría diferencial, la superficie mínima de Catalan es una superficie mínima estudiada originalmente por Eugène Charles Catalan en 1855.
Tiene la propiedad especial de ser la superficie mínima que contiene una cicloide como una geodésica. También es barrida hacia afuera por una familia de parábolas.
La superficie tiene las características matemáticas ejemplificadas por la siguiente ecuación paramétrica:
{\displaystyle {\begin{aligned}x(u,v)&=u-\sin(u)\cosh(v)\\y(u,v)&=1-\cos(u)\cosh(v)\\z(u,v)&=4\sin(u/2)\sinh(v/2)\end{aligned}}}